# Yakutat
Yakutat (Yakutat City and Borough) är en stad och borough i den amerikanska delstaten Alaska. Enligt 2000 års folkräkning hade staden 808 invånare. Namnet är tlingit, och betyder "platsen där kanoterna vilar". Utöver staden Yakutat finns en bosättning vid Icy Bay, som också ligger inom boroughen.
Staden ligger isolerat 340 km nordväst om Juneau, och har en yta om 267,1 km². Den gränsar i väst till Alaskagolfen, i nordväst till Valdez Cordova Census Area och i sydöst till Skagway-Hoonah-Angoon Census Area. Den gränsar även i öst till British Columbia och Yukon i Kanada.
Del av Glacier Bay nationalpark och Wrangell-St. Elias nationalpark ligger i området. 